# Arçay (Vienne)
Arçay település Franciaországban, Vienne megyében. Lakosainak száma 342 fő (2022. január 1.). Arçay Moncontour, Mouterre-Silly, Saint-Laon és Plaine-et-Vallées községekkel határos.

## Népesség
A település népességének változása:
| Lakosok száma | 393  | 371  | 370  | 355  | 349  | 343  | 337  | 337  | 342  |
|               | 2013 | 2015 | 2016 | 2017 | 2018 | 2019 | 2020 | 2021 | 2022 |